# Charles Elachi
Charles  Elachi (Riyaq, Líbano, 18 de abril de 1947) é um engenheiro estadunidense nascido no Líbano. É desde 1 de maio de 2001 diretor do Jet Propulsion Laboratory (JPL), localizado em Pasadena. É também professor de engenharia elétrica e ciência planetária no Instituto de Tecnologia da Califórnia, onde é vice-presidente.

## Vida e educação
Escola primária e secundária no Líbano
Elachi estudou no Collège des Apôtres, Jounieh, de 1958 a 1962, e depois na École Orientale, Zalé, onde obteve uma graduação primeiramente no Líbano com Lebanese Baccalaureate (Mathématiques Élémentaires).
Estudo universitário
Elachi obteve o grau de bacharel em física em 1968 na Universidade Joseph Fourier, Grenoble, França. Obteve o primeiro mestrado (Diplôme d'Ingénieur) em engenharia em 1968 no Grenoble INP, com um segundo mestrado em 1969 e um doutorado em 1971 em engenharia elétrica no Instituto de Tecnologia da Califórnia, Pasadena. Também tem um mestrado (1983) em geologia na Universidade da Califórnia em Los Angeles, e um MBA (1979) na Universidade do Sul da Califórnia. Entrou no Jet Propulsion Laboratory (JPL) em 1970.